# WrestleMania 35
WrestleMania 35 è stata la trentacinquesima edizione dell'omonimo evento in pay-per-view prodotto annualmente dalla WWE. L'evento si è svolto il 7 aprile 2019 al MetLife Stadium di East Rutherford (New Jersey).
Questa è stata la prima edizione di WrestleMania ad avere un match femminile come main event della serata. In tale incontro, si sono affrontate Ronda Rousey (Raw Women's Champion), Charlotte Flair (SmackDown Women's Champion) e Becky Lynch, ed entrambi i titoli, il Raw Women's Championship e lo SmackDown Women's Championship, erano in palio.

## Produzione
WrestleMania è considerata l'evento di bandiera della WWE ed è stata descritta come il Super Bowl dello "sport entertainment".
Il 18 marzo 2019 è stato annunciato che Alexa Bliss, appartenente al roster di Raw, avrebbe presenziato all'evento in veste di conduttrice, mentre Elias (anch'egli appartenente al roster di Raw) è stato il conduttore musicale dell'evento, che ha inoltre visto la partecipazione di Hulk Hogan e John Cena come ospiti speciali.

## Storyline

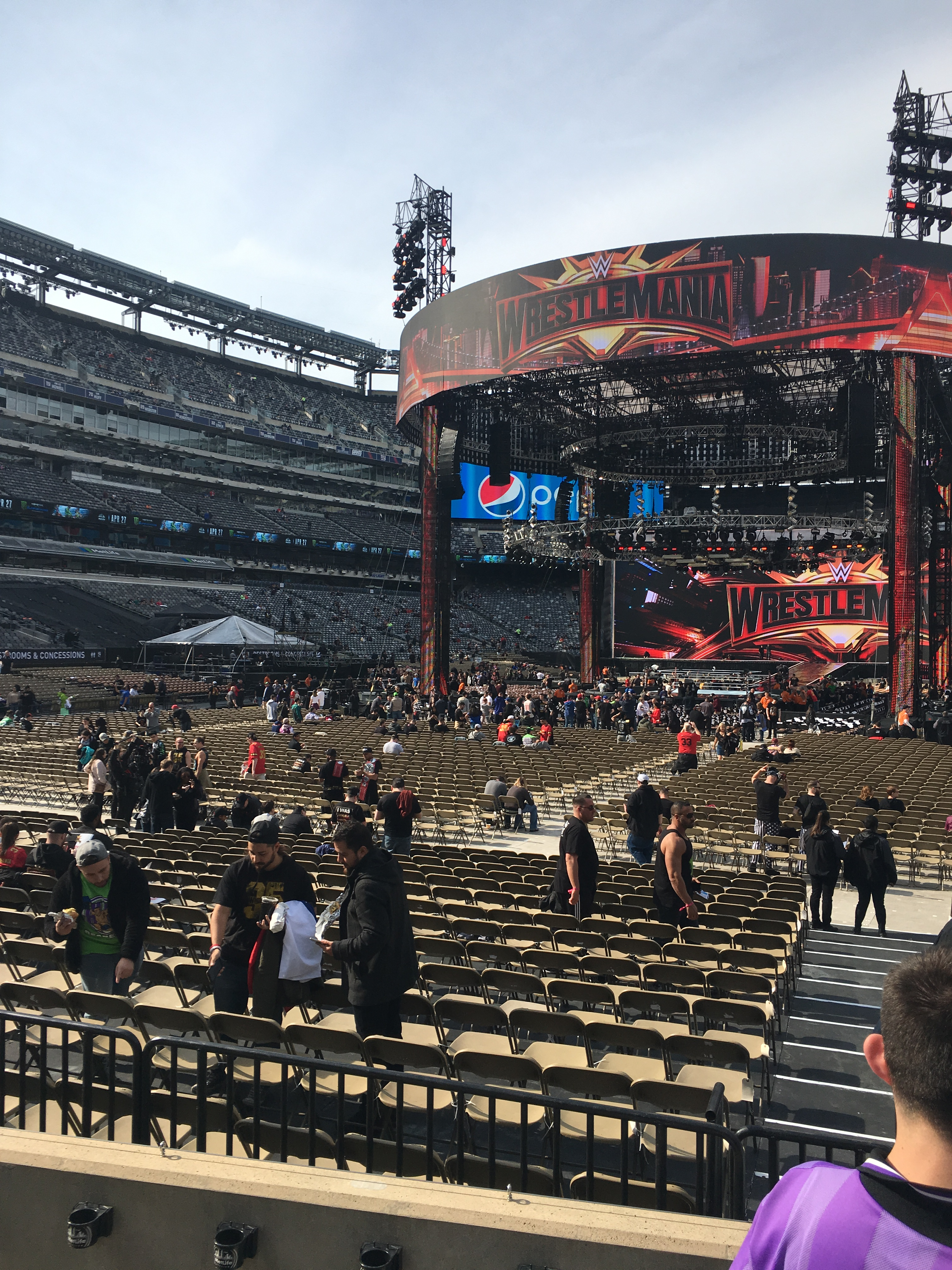
Lo stage dello show prima del Kick-off

Il 27 gennaio, alla Royal Rumble, Ronda Rousey ha difeso con successo il Raw Women's Championship contro Sasha Banks; più tardi, la sera stessa, Becky Lynch ha vinto il Royal Rumble match femminile, dopo essere entrata al posto dell'infortunata Lana (kayfabe), eliminando per ultima Charlotte Flair e guadagnando così un'opportunità titolata a WrestleMania 35. Nella puntata di Raw del 28 gennaio Becky ha deciso di affrontare la Rousey per il Raw Women's Championship a WrestleMania, dato che il loro incontro previsto alle Survivor Series era saltato a causa di un reale infortunio (legit) della stessa Becky. Nella puntata di Raw dell'11 febbraio Vince McMahon ha deciso di sospendere Becky Lynch per sessanta giorni, sostituendola con Charlotte Flair per il match a WrestleMania 35 contro Ronda Rousey. Il 10 marzo, a Fastlane, Becky Lynch è tuttavia riuscita a reinserirsi nel match titolato di WrestleMania dopo che ha sconfitto Charlotte Flair per squalifica a causa della volontaria interferenza ai suoi danni da parte di Ronda Rousey, trasformando così l'incontro di WrestleMania per il Raw Women's Championship in un Triple Threat match tra la Rousey, Charlotte e la stessa Becky. Il 25 marzo, inoltre, è stato annunciato che questo match sarà il main event di questa edizione di WrestleMania, risultando di fatto il primo match femminile nella storia di WrestleMania a fare da main event. Nella puntata di SmackDown del 26 marzo Charlotte ha conquistato lo SmackDown Women's Championship sconfiggendo Asuka e, nonostante questo, rimarrà ugualmente nel Triple Threat match contro Becky e Ronda. Nella puntata di Raw del 1º aprile Stephanie McMahon ha inoltre annunciato che l'incontro sarà un Winner Takes All match con in palio anche lo SmackDown Women's Championship di Charlotte Flair.
Alla Royal Rumble, Brock Lesnar ha difeso con successo l'Universal Championship contro Finn Bálor. La sera stessa Seth Rollins ha vinto il Royal Rumble match dopo aver eliminato per ultimo Braun Strowman, guadagnando così un'opportunità titolata per l'Universal Championship contro Brock Lesnar a WrestleMania 35. Nella puntata di Raw del 28 gennaio Rollins ha attaccato Lesnar, facendo presumere che The Beast sarebbe stato l'avversario di Rollins per WrestleMania; Lesnar ha però reagito e ha brutalmente contrattaccato Rollins per poi colpirlo con ben sei F-5 di fila. Il match è stato poi ufficializzato la settimana seguente a Raw.
Nella puntata di SmackDown 1000 del 16 ottobre 2018 l'Evolution (Batista, Randy Orton, Ric Flair e Triple H) ha fatto un'apparizione speciale e, durante il segmento, Batista ha detto a Triple H di non averlo mai battuto durante la loro faida nel 2005 (a partire da WrestleMania 21 quando Batista sconfisse Triple H conquistando il World Heavyweight Championship). Nella puntata di Raw del 25 febbraio 2019, durante il compleanno di Ric Flair, questi è stato brutalmente attaccato nel backstage dallo stesso Batista. Nella puntata di Raw dell'11 marzo Batista e Triple H si sono confrontati, con il primo che ha sfidato il secondo ad un No Holds Barred match a WrestleMania 35, e nella puntata di Raw del 25 marzo è stato annunciato che se Triple H dovesse perdere sarà costretto a ritirarsi.
Nella puntata di Raw dell'11 marzo Kurt Angle ha annunciato che a WrestleMania 35 ci sarà il suo ultimo match contro un avversario scelto da egli stesso. Nella puntata di Raw del 18 marzo Angle ha rivelato che il suo avversario a WrestleMania 35 sarà Baron Corbin.
Dopo che Shane McMahon ha vinto la WWE World Cup il 2 novembre 2018 a Crown Jewel, The Miz si è alleato con questi, definendolo quasi un secondo padre. Alla fine i due, qualche mese dopo, hanno sfidato i The Bar (Cesaro e Sheamus) per lo SmackDown Tag Team Championship il 27 gennaio 2019 alla Royal Rumble, dove The Miz e Shane sono riusciti a prevalere conquistando i titoli. Successivamente, però, The Miz e Shane hanno perso i titoli il 17 febbraio ad Elimination Chamber contro gli Usos (Jey Uso e Jimmy Uso). Il 10 marzo, a Fastlane, The Miz e Shane sono stati sconfitti dagli Usos, fallendo l'assalto ai titoli di coppia di SmackDown e, nel post match, Shane ha effettuato un turn heel attaccando brutalmente The Miz. Nella puntata di SmackDown del 12 marzo Shane ha sfidato pubblicamente The Miz a WrestleMania 35, e nella puntata di SmackDown del 26 marzo The Miz ha annunciato che il suo incontro con Shane sarà un Falls Count Anywhere match.
Dopo aver avuto dei semplici confronti nel backstage, Randy Orton ha eliminato AJ Styles durante l'Elimination Chamber match per il WWE Championship ad Elimination Chamber. A Fastlane, poi, Orton ha attaccato con un RKO Elias per poi venir colpito dal Phenomenal Forearm di Styles. Nella puntata di SmackDown del 12 marzo Styles e Orton hanno avuto un confronto sulle carriere di entrambi e, al termine di ciò, Styles ha sfidato Orton per un match a WrestleMania 35.
Nella puntata di 205 Live del 19 febbraio, il General Manager dell'omonimo show, Drake Maverick ha sancito un torneo a eliminazione diretta a otto uomini per determinare il contendente nº1 per il Cruiserweight Championship. Nella puntata di 205 Live del 19 marzo Tony Nese ha sconfitto Cedric Alexander nella finale del torneo, garantendosi un match titolato nel Kick-off di WrestleMania 35 contro il Cruiserweight Champion Buddy Murphy.
Il 10 marzo, a Fastlane, lo Shield (Dean Ambrose, Roman Reigns e Seth Rollins) si è riunito per un'ultima volta per poi sconfiggere Baron Corbin, Bobby Lashley e Drew McIntyre. Nella puntata di Raw dell'11 marzo Reigns avrebbe dovuto affrontare McIntyre, ma l'incontro non è avvenuto poiché questi ha brutalmente attaccato lo stesso Reigns prima dell'inizio del match. La sera stessa Dean Ambrose ha cercato di vendicare Reigns sfidando McIntyre in un Falls Count Anywhere match dal quale, però, ne è uscito brutalmente sconfitto. Nella puntata di Raw del 18 marzo, dopo aver sconfitto anche Seth Rollins, McIntyre ha sfidato apertamente Reigns per un match a WrestleMania 35.
Nella puntata di SmackDown del 12 marzo R-Truth e Rey Mysterio hanno sconfitto Andrade e lo United States Champion Samoa Joe con Mysterio che ha schienato il campione. Nella successiva puntata di SmackDown del 19 marzo, durante un'intervista nel backstage, Mysterio, accompagnato dal figlio Dominick (precedentemente apparso nel 2005 durante la faida tra suo padre e Eddie Guerrero), ha sfidato Joe per lo United States Championship a WrestleMania 35.
Come ogni anno, da WrestleMania XXX del 2014, è stata annunciata l'André the Giant Memorial Battle Royal con Braun Strowman che è stato annunciato come primo partecipante. Tale Battle Royal si terrà nel Kick-off dell'evento.
Ad Elimination Chamber, Finn Bálor ha sconfitto Bobby Lashley e Lio Rush in un 2-on-1 Handicap match conquistando così l'Intercontinental Championship di Lashley. Nella puntata di Raw dell'11 marzo, tuttavia, Lashley ha riconquistato la cintura sconfiggendo Bálor grazie all'intervento di Rush. Nella puntata di Raw del 25 marzo Bálor ha sconfitto Bobby Lashley e Jinder Mahal in un 2-on-1 Handicap match, conquistando dunque la possibilità di sfidare Lashley a WrestleMania 35 per l'Intercontinental Championship. È stato annunciato il 1 aprile 2019 che Finn Bálor combatterà come "The Demon".
Ad Elimination Chamber, la Boss 'n' Hug Connection (Bayley e Sasha Banks) (Raw) ha sconfitto Carmella e Naomi (SmackDown), le IIconics (Billie Kay e Peyton Royce) (SmackDown), Mandy Rose e Sonya Deville (SmackDown), Nia Jax e Tamina (Raw) e la Riott Squad (Liv Morgan e Sarah Logan) (Raw) in un Elimination Chamber match conquistando così il Women's Tag Team Championship. Successivamente, le neo-campionesse hanno dichiarato di voler difendere i titoli appena vinti anche a NXT oltre che a SmackDown, e nella puntata di Raw del 18 marzo le due sono state sfidate sia da The Divas of Doom che da Nia Jax e Tamina per WrestleMania 35. Nella puntata di SmackDown del 19 marzo Bayley e Sasha sono state sconfitte dalle IIconics in un match non titolato. Il 25 marzo è stato sancito che a WrestleMania 35 ci sarà un Fatal 4-Way match per il WWE Women's Tag Team Championship fra le campionesse della Boss 'n' Hug Connection, Beth Phoenix e Natalya, le IIconics e Nia Jax e Tamina.
Nella puntata di SmackDown del 12 febbraio Kofi Kingston ha rimpiazzato Mustafa Ali (causa infortunio di quest'ultimo) per l'Elimination Chamber match per il WWE Championship nell'omonimo pay-per-view, dove, tuttavia, non è riuscito a conquistare il titolo, venendo eliminato per ultimo dal campione Daniel Bryan. Dopo aver schienato Bryan in un match di coppia, Kingston ha conquistato la possibilità di sfidare Daniel Bryan a Fastlane per il WWE Championship ma, all'ultimo, Vince McMahon lo ha rimpiazzato con il rientrante Kevin Owens. A Fastlane, Big E e Xavier Woods del New Day, compagni di Kingston, hanno sconfitto Rusev e Shinsuke Nakamura nel Kick-off e Kingston, sotto ordine di McMahon, ha dovuto affrontare i The Bar in un 2-on-1 Handicap match venendo sconfitto. Nella successiva puntata di SmackDown del 19 marzo Kingston ha ottenuto la possibilità di affrontare Daniel Bryan a WrestleMania 35 per il WWE Championship a patto di sconfiggere Cesaro, Randy Orton, Rowan, Samoa Joe e Sheamus in un Gauntlet match. Kingston è riuscito a vincere la contesa ma, all'ultimo, Vince McMahon lo ha forzato ad affrontare anche il WWE Champion Daniel Bryan, il quale lo ha sconfitto. La settimana successiva, il New Day ha minacciato di abbandonare la WWE e, per questo motivo, Vince McMahon ha concesso a Big E e Woods di partecipare ad un altro Gauntlet match a coppie dove, se avessero vinto, Kingston avrebbe partecipato a WrestleMania 35 contro Bryan per il WWE Championship. Nella puntata di SmackDown del 26 marzo, infatti, Big E e Woods hanno vinto la contesa eliminando per ultimi Daniel Bryan e Rowan, permettendo così a Kingston di andare a WrestleMania 35 contro Bryan per il WWE Championship.
Dopo WrestleMania 34 del 2018, è stata annunciata la seconda edizione della WrestleMania Women's Battle Royal che avrà luogo nel Kick-off dell'evento.
Nella puntata di SmackDown del 2 aprile gli Usos, Aleister Black e Ricochet hanno sconfitto i The Bar, Rusev e Shinsuke Nakamura. Al termine del match, Alexa Bliss, la conduttrice di WrestleMania 35, ha annunciato che gli Usos dovranno difendere lo SmackDown Tag Team Championship in un Fatal 4-Way Tag Team match contro Black e Ricochet, i The Bar e Nakamura e Rusev.
Nella puntata di Raw del 1º aprile i Revival (hanno difeso con successo il Raw Tag Team Championship contro Aleister Black e Ricochet sconfiggendoli per count-out. Poco dopo, nel backstage, i Revival sono stati sfidati da Curt Hawkins e Zack Ryder, con i campioni che hanno detto loro che gli avrebbero fatto sapere qualora avrebbero accettato la sfida. Il 4 aprile, infine, è stato annunciato che i Revival difenderanno il Raw Tag Team Championship contro Hawkins e Ryder nel Kick-off di WrestleMania 35.

### Torneo per lo sfidante al Cruiserweight Championship
|  | Quarti di finale 205 Live (26 febbraio 2019–5 marzo 2019) | Quarti di finale 205 Live (26 febbraio 2019–5 marzo 2019) | Quarti di finale 205 Live (26 febbraio 2019–5 marzo 2019) |                  |  | Semifinali 205 Live (12 marzo 2019) | Semifinali 205 Live (12 marzo 2019) | Semifinali 205 Live (12 marzo 2019) |  |  | Finale 205 Live (19 marzo 2019) | Finale 205 Live (19 marzo 2019) | Finale 205 Live (19 marzo 2019) |
|  |                                                           |                                                           |                                                           |                  |  |                                     |                                     |                                     |  |  |                                 |                                 |                                 |
|  |                                                           | Tony Nese                                                 | Schienamento                                              |                  |  |                                     |                                     |                                     |  |  |                                 |                                 |                                 |
|  |                                                           | Kalisto                                                   |                                                           |                  |  |                                     |                                     |                                     |  |  |                                 |                                 |                                 |
|  |                                                           |                                                           | Tony Nese                                                 | Schienamento     |  |                                     |                                     |                                     |  |  |                                 |                                 |                                 |
|  |                                                           |                                                           |                                                           | Schienamento     |  |                                     |                                     |                                     |  |  |                                 |                                 |                                 |
|  |                                                           |                                                           | Drew Gulak                                                |                  |  |                                     |                                     |                                     |  |  |                                 |                                 |                                 |
|  |                                                           | The Brian Kendrick                                        |                                                           |                  |  |                                     |                                     |                                     |  |  |                                 |                                 |                                 |
|  |                                                           |                                                           |                                                           |                  |  |                                     |                                     |                                     |  |  |                                 |                                 |                                 |
|  |                                                           | Drew Gulak                                                | Sottomissione                                             |                  |  |                                     |                                     |                                     |  |  |                                 |                                 |                                 |
|  |                                                           |                                                           |                                                           |                  |  |                                     |                                     |                                     |  |  |                                 | Tony Nese                       | Schienamento                    |
|  |                                                           |                                                           |                                                           | Cedric Alexander |  |                                     |                                     |                                     |  |  |                                 |                                 |                                 |
|  |                                                           | Oney Lorcan                                               | Schienamento                                              |                  |  |                                     |                                     |                                     |  |  |                                 |                                 |                                 |
|  |                                                           | Humberto Carrillo                                         |                                                           |                  |  |                                     |                                     |                                     |  |  |                                 |                                 |                                 |
|  |                                                           |                                                           | Oney Lorcan                                               |                  |  |                                     |                                     |                                     |  |  |                                 |                                 |                                 |
|  |                                                           |                                                           |                                                           |                  |  |                                     |                                     |                                     |  |  |                                 |                                 |                                 |
|  |                                                           |                                                           | Cedric Alexander                                          | Schienamento     |  |                                     |                                     |                                     |  |  |                                 |                                 |                                 |
|  |                                                           | Akira Tozawa                                              | Cedric Alexander                                          | Schienamento     |  |                                     |                                     |                                     |  |  |                                 |                                 |                                 |
|  |                                                           |                                                           |                                                           |                  |  |                                     |                                     |                                     |  |  |                                 |                                 |                                 |
|  |                                                           | Cedric Alexander                                          | Schienamento                                              |                  |  |                                     |                                     |                                     |  |  |                                 |                                 |                                 |

## Risultati
| #       | Incontri | Stipulazioni | Durata |
| ------- | --- | --- | ------ |
| Kickoff | Tony Nese ha sconfitto Buddy Murphy (c)                                                                       | Single match per il WWE Cruiserweight Championship                                                               | 10:40  |
| Kickoff | Carmella ha vinto eliminando per ultima Sarah Logan                                                           | WrestleMania Women's Battle Royal                                                                                | 10:30  |
| Kickoff | Curt Hawkins e Zack Ryder hanno sconfitto i Revival (c)                                                       | Tag team match per il WWE Raw Tag Team Championship                                                              | 13:20  |
| Kickoff | Braun Strowman ha vinto eliminando per ultimo Colin Jost                                                      | André the Giant Memorial Battle Royal                                                                            | 10:20  |
| 1       | Seth Rollins ha sconfitto Brock Lesnar (c) (con Paul Heyman)                                                  | Single match per il WWE Universal Championship                                                                   | 2:30   |
| 2       | AJ Styles ha sconfitto Randy Orton                                                                            | Single match | 16:20  |
| 3       | Gli Usos (c) hanno sconfitto Aleister Black e Ricochet, Cesaro e Sheamus e Rusev e Shinsuke Nakamura          | Fatal four-way tag team match per il WWE SmackDown Tag Team Championship                                         | 10:10  |
| 4       | Shane McMahon ha sconfitto The Miz                                                                            | Falls count anywhere match                                                                                       | 15:30  |
| 5       | Le IIconics hanno sconfitto Bayley & Sasha Banks (c), Beth Phoenix e Natalya e Nia Jax e Tamina               | Fatal four-way tag team match per il WWE Women's Tag Team Championship                                           | 10:45  |
| 6       | Kofi Kingston (con Big E e Xavier Woods) ha sconfitto Daniel Bryan (c) (con Rowan)                            | Single match per il WWE Championship                                                                             | 24:45  |
| 7       | Samoa Joe (c) ha sconfitto Rey Mysterio per decisione arbitrale                                               | Single match per il WWE United States Championship                                                               | 1:00   |
| 8       | Roman Reigns ha sconfitto Drew McIntyre                                                                       | Single match | 10:10  |
| 9       | Triple H ha sconfitto Batista                                                                                 | No Holds barred matchSe Triple H avesse perso, avrebbe dovuto ritirarsi                                          | 23:45  |
| 10      | Baron Corbin ha sconfitto Kurt Angle                                                                          | Single match | 6:05   |
| 11      | Finn Bálor ha sconfitto Bobby Lashley (c) (con Lio Rush)                                                      | Single match per il WWE Intercontinental Championship                                                            | 4:05   |
| 12      | Becky Lynch ha sconfitto e Ronda Rousey (Raw Women's Champion) e Charlotte Flair (SmackDown Women's Champion) | Winner takes all triple threat match per il WWE Raw Women's Championship e il WWE SmackDown Women's Championship | 21:30  |